# 리드 기타
리드 기타(Lead guitar)는 기타리스트의 역할 분담이자 연주법이다. 일반적으로 멜로디와 기타 솔로를 담당한다.
밴드 내에 기타리스트가 둘인 경우 한 명이 리드 기타, 다른 한 명은 리듬 기타를 맡는 것이 일반적이다. 그러나 밴드의 성향에 따라 두 기타리스트가 역할을 공유하거나 똑같은 역할을 맡을 수도 있다.